# Pelita Air Service
Pelita Air Service is een Indonesische luchtvaartmaatschappij met haar thuisbasis in Jakarta.

## Geschiedenis
Pelita Air Service is opgericht in 1970 door Pertamina Oil. Momenteel heeft Pertamina Oil 90% in handen en Patra Jasa 10%.

## Bestemmingen

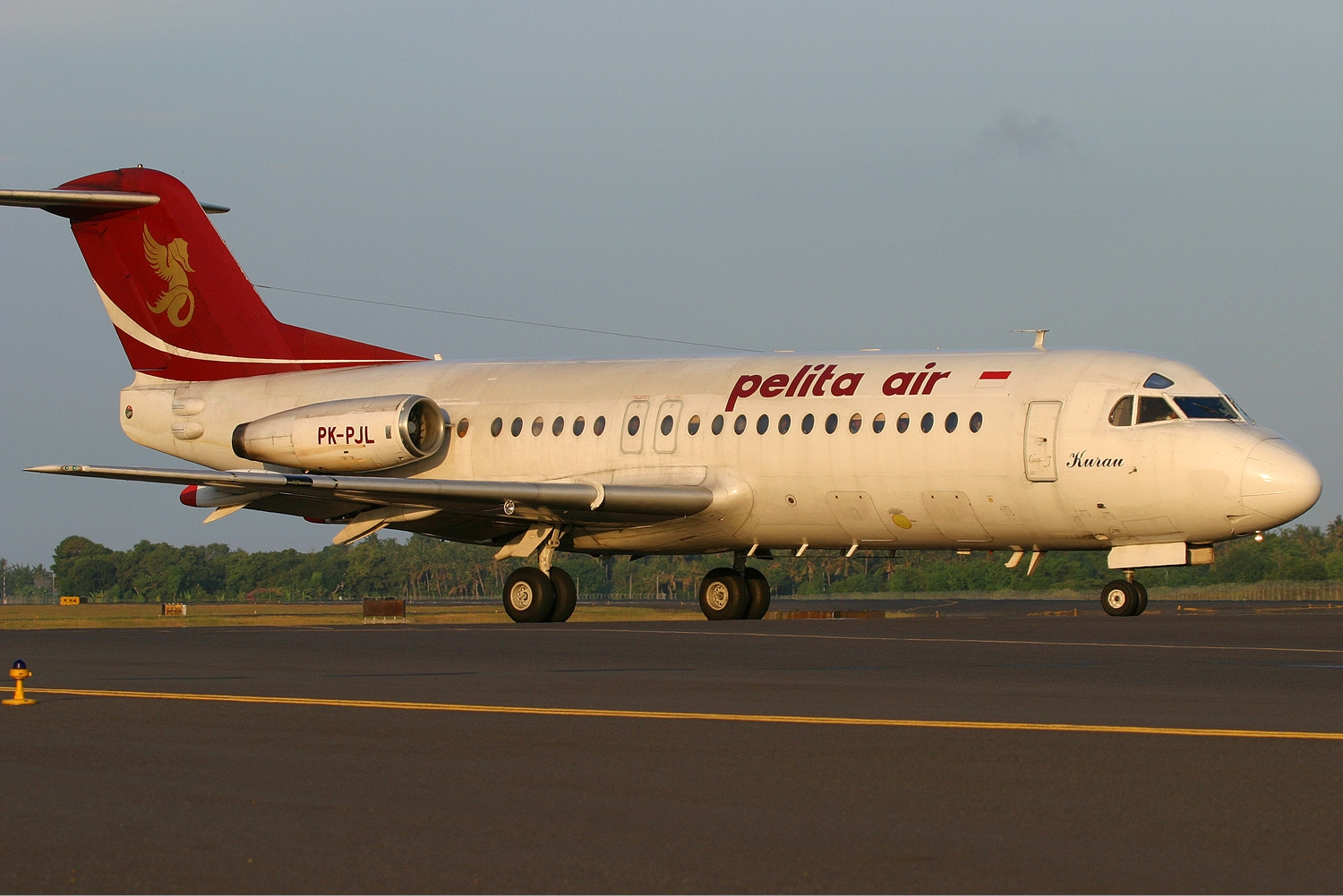
Pelita Air Fokker F28-4000

Pelita Air Service voert lijnvluchten uit van/naar (2016):
- Balikpapan – Sultan Aji Muhammad Sulaiman Airport
- Bontang – PT Badak Bontang Airport
- Dumai – Pinang Kampai Airport
- Jakarta – Pondok Cabe Airport Hub
- Jakarta – Halim Perdanakusuma International Airport Secondaire Hub
- Matak – Matak Airport

## Vloot
De vloot van Pelita Air Service bestaat uit:(juli 2016)
- 1 AVRO RJ-85
- 1 ATR-42
- 2 ATR-72
- 2 Fokker 100